# Јуриј Андрјушин
Јуриј Андрјушин (укр. Юрій Андрюшин; Баку, 17. септембар 1970) је параолимпијски пливач из Украјине који се углавном такмичи у дисциплинама категорије С7.

## Каријера
Андрјушин је учествовао на троје параолимпијских игара за украјински параолимпијски пливачки тим, освојивши сваки пут по једну медаљу. На Летњим параолимпијским играма 1996. године је освојио бронзу на 100  слободно, 6. место на 50  слободно. Такмичио се и на 400  слободно где није успео да се пласира у финале. На Летњим параолимпијским играма 2000. године у Сиднеју такмичио се на 50  и 100  слободно, освојивши 5. место у обе дисциплине, али је у трци на 50  делфин стилом освојио златну медаљу и нови светски рекорд. На свом трећем наступу, на Летњим параолимпијским играма 2004. године, освојио је бронзу на 50  делфин стилом, али се такмичио и на 100  слободно где је био дисквалификован. У дисциплини 200  мешовито је завршио на 8. месту, на 50  слободно је био шести. Такође, учествовао је у штафети 4 × 100  слободно за украјински тим, где се нису пласирали у финале и 4 × 100  мешовито, где су завршили шести.